# Miller's Cove (Texas)
Miller's Cove es un pueblo ubicado en el condado de Titus en el estado estadounidense de Texas. En el Censo de 2010 tenía una población de 149 habitantes y una densidad poblacional de 342,44 personas por km².

## Geografía
Miller's Cove se encuentra ubicado en las coordenadas 33°9′19″N 95°6′55″O / 33.15528, -95.11528. Según la Oficina del Censo de los Estados Unidos, Miller's Cove tiene una superficie total de 0.44 km², de la cual 0.42 km² corresponden a tierra firme y (2.38%) 0.01 km² es agua.

## Demografía
Según el censo de 2010, había 149 personas residiendo en Miller's Cove. La densidad de población era de 342,44 hab./km². De los 149 habitantes, Miller's Cove estaba compuesto por el 71.81% blancos, el 1.34% eran afroamericanos, el 0.67% eran amerindios, el 0% eran asiáticos, el 0% eran isleños del Pacífico, el 26.17% eran de otras razas y el 0% pertenecían a dos o más razas. Del total de la población el 85.23% eran hispanos o latinos de cualquier raza.